# Lodè
Lodè é uma comuna italiana da região da Sardenha, província de Nuoro, com cerca de 2.217 habitantes. Estende-se por uma área de 120 km², tendo uma densidade populacional de 18 hab/km². Faz fronteira com Bitti, Lula, Onani, Padru (SS), Siniscola, Torpè.

## Demografia
| Variação demográfica do município entre 1861 e 2011                               |
|                                                                                   |
| Fonte: Istituto Nazionale di Statistica (ISTAT) - Elaboração gráfica da Wikipedia |